# Ziegelbach (Brenz)
Der Ziegelbach ist ein linker Zufluss der Brenz bei Königsbronn im Landkreis Heidenheim im Osten Baden-Württembergs.

## Geographie

### Ziegelbachquelle

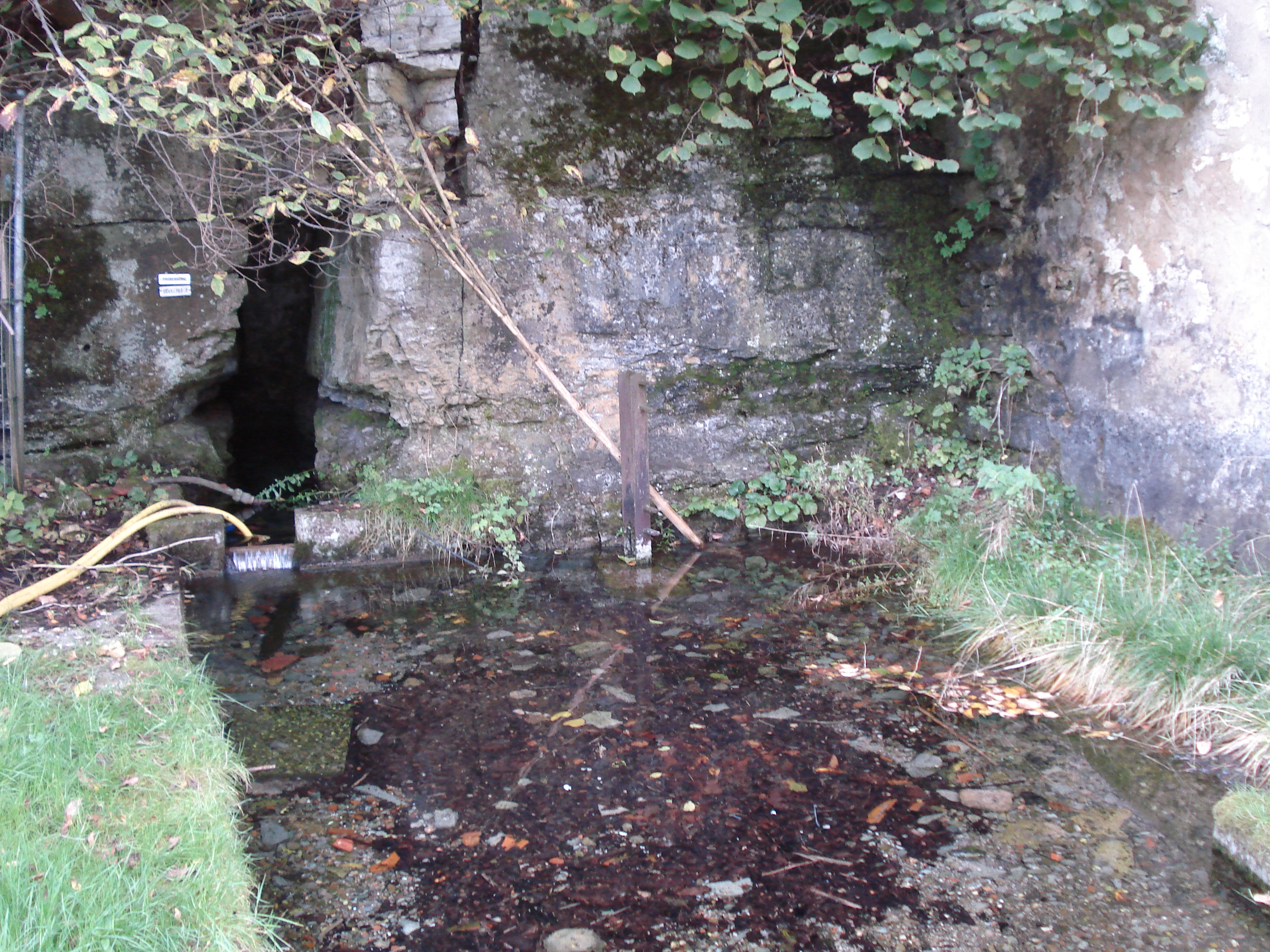
Die Ziegelbachquelle

Er entspringt in der Ziegelbachquelle, einer Karstquelle am Ziegelhof unweit der Europäischen Hauptwasserscheide. Nur 2 km weiter nördlich liegt der Ursprung des Schwarzen Kochers, der über den Rhein zur Nordsee abfließt. während das Ziegelbachwasser über die Brenz und die Donau das Schwarze Meer erreicht. Die Ziegelbachquelle liegt am Karstquellenweg.
Das Quellwasser fließt aus einer Spalte im Felsen. Mit Kontrastwasseruntersuchungen wurde eine Verbindung der Ziegelbachquelle mit dem Wollenloch nachgewiesen, einer Doline auf dem jenseitigen Hang des Wollenbergs (710 m ü. NN), die etwa 2 km nordwestlich liegt und ca. 62 m in die Kalksteine der Schwäbischen Alb dringt.

### Verlauf
Der Ziegelbach nimmt schon 200 m nach dem Ursprung von links den knapp einen Kilometer langen Seegartenhofgraben auf, der durch das auffallend breite, noch von der Urbrenz geschaffene Durchbruchstal durch die Alb in flachem, geradem Lauf von Norden heranzieht. Dann fließt er selbst hierin schlingenlos in südliche Richtungen und verschwindet am Ortseingang von Königsbronn in einer Röhre, in der er den größten Teil des Ortes durchläuft. Erst am Kloster Königsbronn tritt er wieder ins Freie und mündet dann gleich von links in die junge Brenz, die selbst nur 200 m früher dem Brenztopf entspringt.